# ディヴィジオン・ナシヨナル1935-1936
ディヴィジオン・ナシヨナル1935-1936はフランスのプロサッカーリーグ1部、シャンピオナ・ドゥ・フランス・ドゥ・フットボールの第4回目のシーズンである。ラシン・クラブ・ド・フランス (サッカー)が初優勝を決めた。またラシンはクープ・ドゥ・フランス1935-1936でも優勝し、2冠を獲得した。

## 方式
16クラブによるホーム・アンド・アウェー総当たり・全30節のリーグ戦である。1位は優勝、下位2クラブは自動降格する。

## 出場クラブ[2]
| クラブ                         | 直近昇格年 |
| ------------------------------ | ---------- |
| オリンピック・アレス           | 1934       |
| FCアンティーブ                 | 1932       |
| ASカンヌ                       | 1932       |
| SCフィヴ                       | 1932       |
| オランピック・リロワ           | 1932       |
| オランピック・ドゥ・マルセイユ | 1932       |
| CSメス                         | 1935       |
| FCミュルーズ                   | 1934       |
| RCパリ                         | 1932       |
| レッドスター・オランピック     | 1934       |
| スタッド・レンネUC             | 1932       |
| エクセルシオールACルーベ       | 1932       |
| FCセト                         | 1932       |
| FCソショー                     | 1932       |
| RCストラスブール               | 1934       |
| USヴァランシエンヌ＝アンザン   | 1935       |

## 順位表
| 順 | チーム                           | 試 | 勝 | 分 | 敗 | 得 | 失 | 差  | 点 | 出場権または降格                         |
| -- | -------------------------------- | -- | -- | -- | -- | -- | -- | --- | -- | ---------------------------------------- |
| 1  | RCパリ (C)                       | 30 | 20 | 4  | 6  | 81 | 45 | +36 | 44 | クープ・ドゥ・フランス1935-1936優勝      |
| 2  | オランピック・リロワ (サッカー)  | 30 | 17 | 7  | 6  | 62 | 32 | +30 | 41 |                                          |
| 3  | RCストラスブール                 | 30 | 18 | 3  | 9  | 67 | 37 | +30 | 39 |                                          |
| 4  | FCソショー                       | 30 | 12 | 11 | 7  | 81 | 38 | +43 | 35 |                                          |
| 5  | ASカンヌ                         | 30 | 15 | 5  | 10 | 53 | 46 | +7  | 35 |                                          |
| 6  | オランピック・ドゥ・マルセイユ   | 30 | 14 | 5  | 11 | 61 | 55 | +6  | 33 |                                          |
| 7  | FCセト                           | 30 | 14 | 4  | 12 | 49 | 48 | +1  | 32 |                                          |
| 8  | SCフィヴ                         | 30 | 14 | 3  | 13 | 51 | 41 | +10 | 31 |                                          |
| 9  | エクセルシオールACルベ           | 30 | 13 | 5  | 12 | 65 | 56 | +9  | 31 |                                          |
| 10 | スタッド・レネUC                 | 30 | 10 | 8  | 12 | 44 | 62 | −18 | 28 |                                          |
| 11 | FCメス                           | 30 | 12 | 3  | 15 | 54 | 69 | −15 | 27 |                                          |
| 12 | FCアンティーブ                   | 30 | 10 | 5  | 15 | 47 | 68 | −21 | 25 |                                          |
| 13 | FCミュルーズ                     | 30 | 8  | 6  | 16 | 53 | 89 | −36 | 22 |                                          |
| 14 | レッドスター・オランピック       | 30 | 8  | 3  | 19 | 49 | 68 | −19 | 19 |                                          |
| 15 | USヴァランシエンヌ＝アンザン (R) | 30 | 7  | 5  | 18 | 57 | 87 | −30 | 19 | ディヴィジオン・アンタルレジオナール降格 |
| 16 | オランピック・アレス (R)         | 30 | 5  | 9  | 16 | 39 | 72 | −33 | 19 | ディヴィジオン・アンタルレジオナール降格 |

## シーズンハイライト
13試合で勝ち点22という強さで前半戦を席巻したオランピック・リロワは、後半戦が始まった時点で2位ラシンに勝ち点5差の首位に立っていた。そこから追い上げたラシンは、1936年4月1日に今季初めて首位に浮上した。

ところがラシンは自軍内に不安要素を抱えていた。オーストリア代表GKのルドルフ・ヒデンはオフシーズン中に母国に帰省していたが、そこから給与アップの要求をしてきたからである。ラシンの会長がこれを拒否したので、ヒデンはシーズン開幕後もチームに合流することを拒否し、ディフェンダーであるラウール・ディアーニュ が前半戦いっぱいヒデンの代役としてゴールマウスに立たされた。しかし丸半年間のボイコットを経てヒデンが再び守護神として復帰すると、ラシンはリロワとのマッチレースを制して初優勝を飾った。

## 昇降格[3]
| 1部昇格 | FCルーアン                   | RCルベ               |
| 2部降格 | USヴァランシエンヌ＝アンザン | オランピック・アレス |

## 得点ランキング
| 順位 | 選手                               | 国籍         | クラブ                         | 点数 |
| ---- | ---------------------------------- | ------------ | ------------------------------ | ---- |
| 1    | ロジェ・クルトワ                   | フランス     | FCソショー＝モンベリアール     | 34   |
| 2    | オスカー・ローア                   | ドイツ国     | RCストラスブール               | 28   |
| 3    | アントワーヌ・フランチェスケッティ | フランス     | ASカンヌ                       | 23   |
| -    | ロジェ・クアール                   | フランス     | RCパリ                         | 23   |
| 5    | フレデリック・ケネディ             | イングランド | RCパリ                         | 19   |
| 6    | ジャン・ロエ                       | フランス     | SCフィヴ                       | 18   |
| 7    | ジャン・セセンベ                   | フランス     | エクセルシオールACルベ         | 17   |
| 8    | アンドレ・アベグレン               | スイス       | FCソショー＝モンベリアール     | 16   |
| 9    | ハインリヒ・ヒルトル               | オーストリア | エクセルシオールACルベ         | 15   |
| -    | マリオ・ザテッリ                   | フランス     | オランピック・ドゥ・マルセイユ | 15   |

## レ・シャンピオン・ドゥ・フランス[3]
RCパリ (初優勝)
- フランス モリス・バニド, 26試合
- アルゼンチン ホルヘ・ブランカ, 4試合
- フランス リュシアン・ボエ, 4試合1得点
- フランス レイモン・クアール, 1試合
- フランス ロジェ・クアール, 22試合23得点
- フランス エドモン・デルフール, 30試合4得点
- フランス ラウール・ディアーニュ, 28試合
- フランス モリス・デュピュイ, 11試合
- フランス アンリ・フルニ, 1試合
- フランス マルセル・ギャレー, 3試合
- フランス ジャン・ゴトゥルー, 8試合
- オーストリア ルドルフ・ヒデン, 8試合
- オーストリア グスティ・ヨルダン, 30試合3得点
- イングランド フレデリック・ケネディ, 29試合19得点
- フランス ジュール・マテ, 12試合7得点
- フランス ロベール・メルシエ, 18試合8得点
- フランス アンリ・オゼンヌ, 11試合8得点
- フランス フランシス・ルー, 22試合
- フランス ローラン・シュミット, 18試合
- フランス エミール・ヴェナント, 27試合4得点
- ユーゴスラビア王国 アレクサンダル・ジヴコヴィッチ, 7試合5得点
- 監督 :  イングランド ジョージ・キンプトン

## データ
- 最多得点：RCパリ (81得点。ホーム45点・アウェイ36点)
- 最少失点：オランピック・リロワ (32失点。ホーム12失点・アウェイ20失点)
- 出場選手総数は345人。チーム別ではオリンピック・アレスの25人が最多、オランピック・リロワとFCセトの18人が最小だった。
- 21人の選手がリーグ全試合出場を達成した。そのうち4人は2年連続の達成である。
- 最多観客数は1936年1月26日、RCパリ - オランピック・リロワ戦の27,193人、会場はパルク・デ・プランス。
- 1試合最多ゴールはFCソショーのスイス代表FWアンドレ・アベグレンの7ゴールで、1935年8月25日のUSヴァランシエンヌ＝アンザン戦で決めた。FCルーアンのジャン・ニコラも翌々シーズンに1試合7ゴールを達成している。